# Spermacoce quadrifaria
Spermacoce quadrifaria är en måreväxtart som först beskrevs av Elsa Leonor Cabral, och fick sitt nu gällande namn av Rafaël Herman Anna Govaerts. Spermacoce quadrifaria ingår i släktet Spermacoce och familjen måreväxter. Inga underarter finns listade i Catalogue of Life.